# Eolagurus
Eolagurus és un gènere de rosegadors de la família dels cricètids. Les espècies vivents d'aquest grup són oriündes de l'Àsia central, però també se n'han trobat fòssils a l'est d'Europa. Tenen una llargada de cap a gropa de 105-220 mm i una cua d'11-22 mm. El pelatge dorsal és de color sorra, amb alguns pèls negres dispersos, mentre que el pelatge ventral és de color groc pàl·lid a blanc.